# Astragalus semenovii
Astragalus semenovii är en ärtväxtart som beskrevs av Aleksandr Andrejevitj Bunge. Astragalus semenovii ingår i släktet vedlar, och familjen ärtväxter. Inga underarter finns listade i Catalogue of Life.